# Megalobrama amblycephala
Megalobrama amblycephala is een straalvinnige vis uit de familie van karpers (Cyprinidae) en behoort derhalve tot de orde van karperachtigen (Cypriniformes). De vis kan een lengte bereiken van 200 centimeter. 

## Leefomgeving
Megalobrama amblycephala is een zoetwatervis. De vis prefereert een gematigd klimaat. Het verspreidingsgebied beperkt zich tot Azië. De diepteverspreiding is 5 tot 20 meter onder het wateroppervlak. 

## Relatie tot de mens
Megalobrama amblycephala is voor de visserij van groot commercieel belang. In de hengelsport wordt er weinig op de vis gejaagd. 